# Rymdmöte

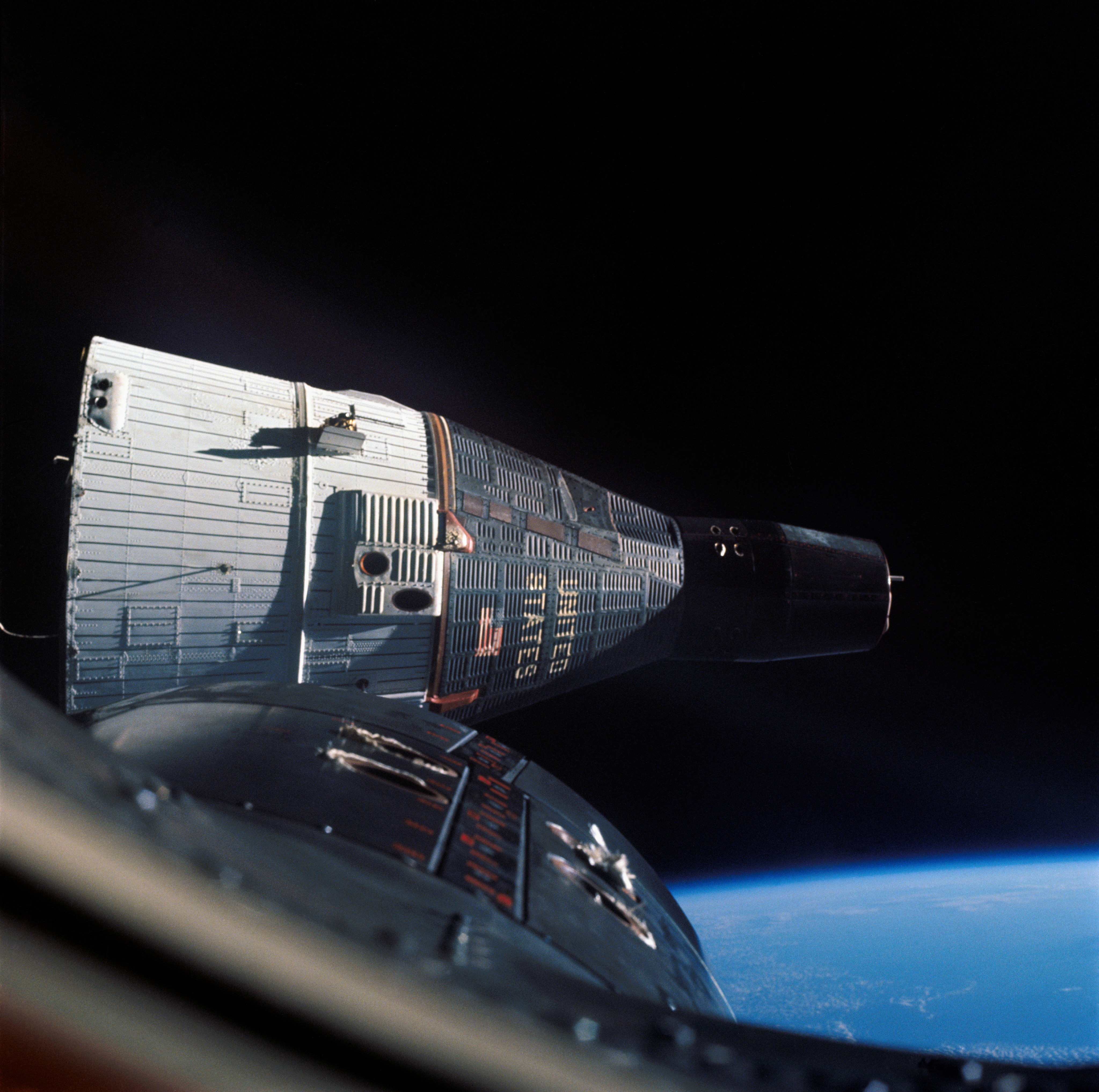
Gemini 7 fotograferad från Gemini 6, mitten av december 1965.

Ett rymdmöte (eller rendezvous i rymden) mellan två rymdfarkoster (ofta mellan rymdfarkost och rymdstation) är en manöver i rymden där båda farkosterna möts på samma omloppsbana kring en himlakropp, anpassar sina omloppstider till varandra och sedan närmar sig varandra (taximanöver). Ett rymdmöte kan, men behöver inte, inkludera dockning.

## Historiska rymdmöten
Den 12 augusti 1962 lade sig Vostok 3 och Vostok 4 i omloppsbanor nära varandra och passerade varandra med flera kilometer. De hade dock inte manövermöjlighet för att kunna genomföra ett riktigt rymdmöte.
Det första äkta rymdmötet ägde rum den 15 december 1965 då Gemini 6 manövrerade sig till att ligga 30 cm från den passiva Gemini 7. Wally Schirra utförde uppdraget. Farkosterna hade ingen utrustning för dockning, och ingen fysisk kontakt ägde rum.
Första rymdmötet med dockning skedde den 16 mars 1966, då Gemini 8 under Neil Armstrongs befäl mötte och dockade med den obemannade Agena 8-målfarkosten.

### Fotnoter
1. ↑  ”Det hände då 16 mars”. Sundsvalls tidning. 16 mars 2011. Arkiverad från originalet den 22 december 2015. https://web.archive.org/web/20151222150746/http://www.st.nu/slakt-o-vanner/det-hande-da-16-mars. Läst 19 december 2015.